# John Frändberg
John Frändberg, född 7 augusti 1911 i Örgryte församling, död 7 maj 1955 i Göteborgs Masthuggs församling, var en svensk fotbollsspelare (försvarare) som representerade de allsvenska klubbarna Örgryte IS 1935–1936 och Gais 1936–1938.
Frändberg gick under vinteruppehållet 1934/1935 från Fässbergs IF till Örgryte IS. Han blev spelklar för Öis i allsvenskan 1935/1936, och representerade sedan klubben fram till augusti 1936, med tio matcher i allsvenskan. Därefter spelade han våren 1937 tio matcher för Gais, och säsongen 1937/1938 ytterligare tio när Gais slutade sist i Allsvenskan och för första gången degraderades till division II.